# Energía solar en Argentina

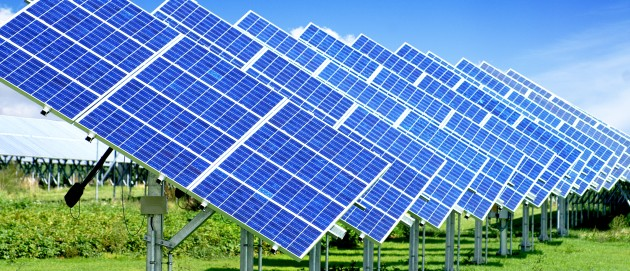
Paneles de energía fotovoltaica

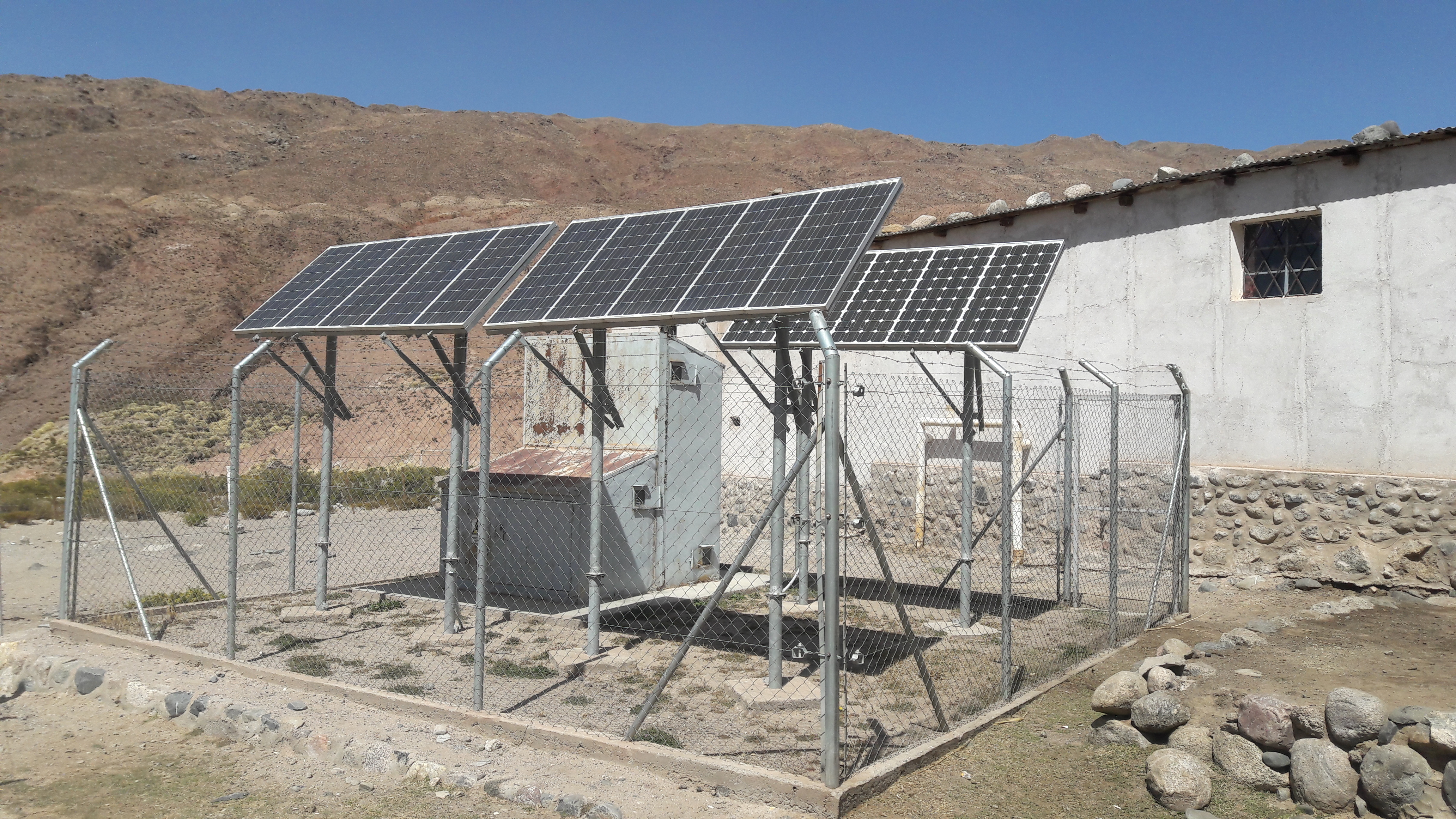
Paneles solares en la puna Catamarqueña

La energía solar en Argentina tiene una capacidad instalada de 1.933 GW, según datos de mayo de 2025, lo que representa un 176% de expansión respecto de 2020.
La energía fotovoltaica consiste en tomar la energía electromagnética contenida en la luz proveniente del sol y convertirla a energía eléctrica, por medio de celdas solares fotovoltaicas.
La energía termosolar convierte la energía radiactiva en calor.  El calor es una forma de intercambio de energía desde el cuerpo de mayor temperatura hacia el de menor temperatura. El principal componente de estos equipos es el captador por el cual circula un fluido que absorbe la energía radiada del sol. Pueden utilizarse para pequeños consumos domésticos o grandes consumos industriales, de acuerdo con la temperatura de aprovechamiento, que se clasifica en alta, media o baja. Las temperaturas altas hacen referencia a grandes instalaciones donde el principal elemento es una torre paraboloide, o un campo de helióstatos que concentran la radiación en una torre central y que pueden alcanzar una temperatura superior a los  4000°. Los equipos de mediana temperatura, que llegan hasta 300° normalmente utilizan un tubo colector paraboloide. Los equipos de baja temperatura de aprovechamiento llegan hasta los 100° y se emplean mayormente para la obtención de agua caliente para uso sanitario o calefacción de ambientes.
Los sistemas fotovoltaicos se diferencian en dos grandes grupos, si están conectadas a la red eléctrica o no. Los que no están conectados a la red suelen cubrir pequeños consumos eléctricos en el mismo lugar donde se produce la demanda. Los que están conectados a la red suelen estar en centrales fotovoltaicas o sistemas integrados en edificios.

## Marco normativo
El Régimen de Fomento Nacional para el Uso de Fuentes Renovables de Energía Destinada a la Producción de Energía Eléctrica es el marco normativo creado para promover e incentivar la generación de energía eléctrica a partir de fuentes renovables, con el objetivo de diversificar la matriz energética nacional, reducir la dependencia de combustibles fósiles y disminuir el impacto ambiental.
El INTI (Instituto Nacional de Tecnología Industrial) brinda asistencia para la investigación y desarrollo de tecnologías relacionadas con la generación de energía solar.
El Departamento de Energía Solar (DES) desarrolla y fomenta el empleo de la energía solar fotovoltaica, a fin de lograr su implementación en el país a mediano y largo plazo, otorgando los recursos necesarios para generar políticas de difusión, promoción y aplicación de las fuentes renovables de energía y el uso racional de la energía.
A partir de la colaboración de empresas, el estado y el INTI, Argentina cuenta con un laboratorio de evaluación de colectores y equipos solares térmicos (E.S.T.) que le permite la observación de rendimiento, producción de energía de los equipos, y  la elaboración de ensayos bajo lineamientos de normas ISO - 9459-2.

## Infraestructura
Las instalaciones de energía solar en Argentina están orientadas en su gran mayoría a la generación de energía eléctrica aportada al sistema argentino de interconexión (S.A.D.I.). En pequeña escala y mediante la instalación de paneles fotovoltaicos individuales, el recurso solar se utiliza para abastecer la demanda de viviendas, escuelas o unidades sanitarias aisladas de la red de distribución eléctrica. La generación de energía eléctrica a partir del aprovechamiento de fuentes de energía renovable con destino a la prestación de servicio al público, a la investigación para el desarrollo tecnológico y construcción de equipos para ese fin están catalogados como de interés nacional, según la Ley 26.190 y la Ley 27.191.

### Equipos fotovoltaicos

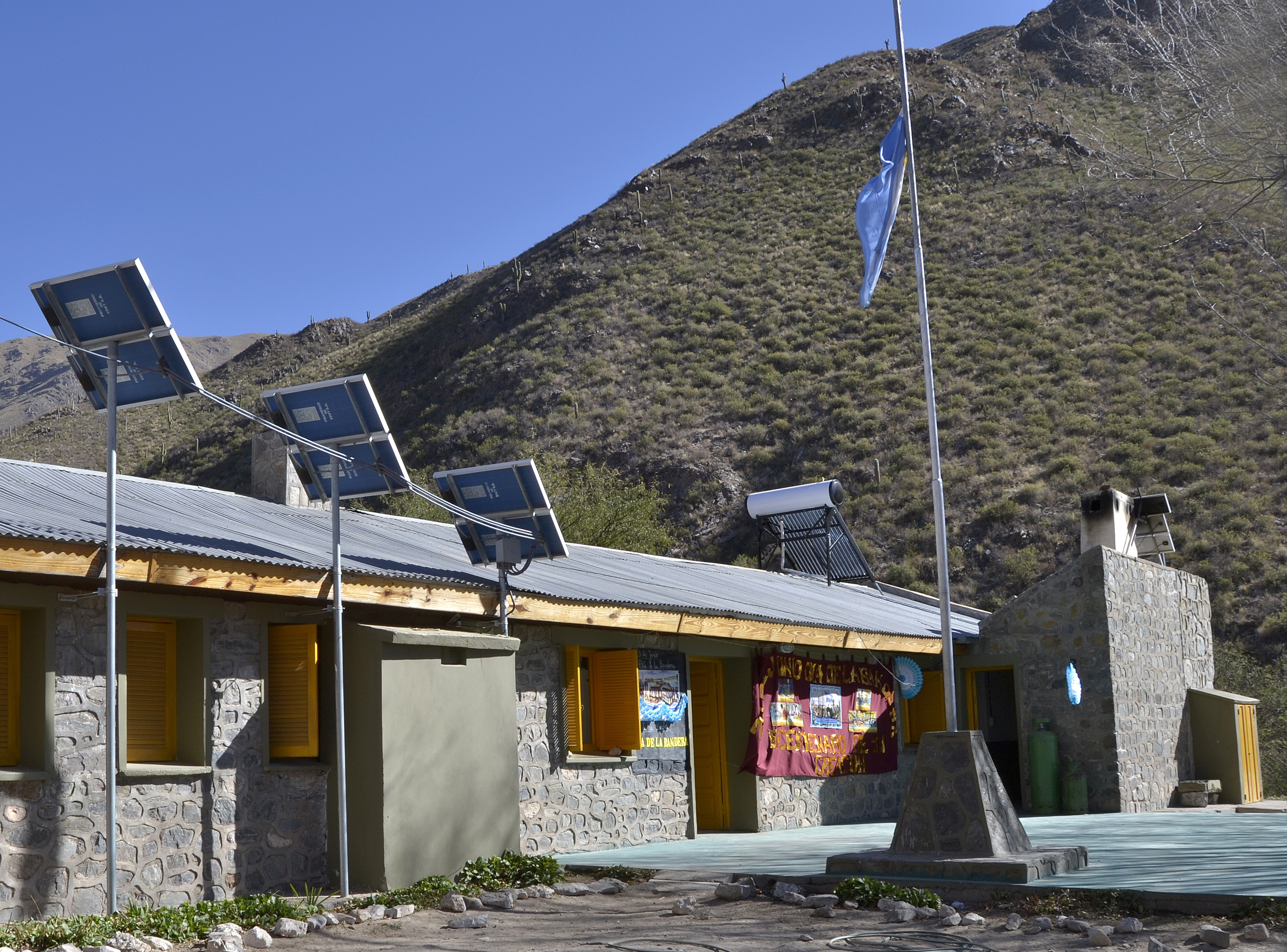
Paneles fotovoltaicos instalados en una escuela rural en Argentina

La necesidad de satisfacer la demanda de energía en locaciones alejadas de las redes de distribución se ha resuelto en muchos casos con la provisión de equipamiento fotovoltaico de pequeña escala. 
En la década de 1990, numerosos equipos de baja potencia se instalaron en viviendas rurales por Marzotto Solar, complementando de un modo sustentable los generadores convencionales.

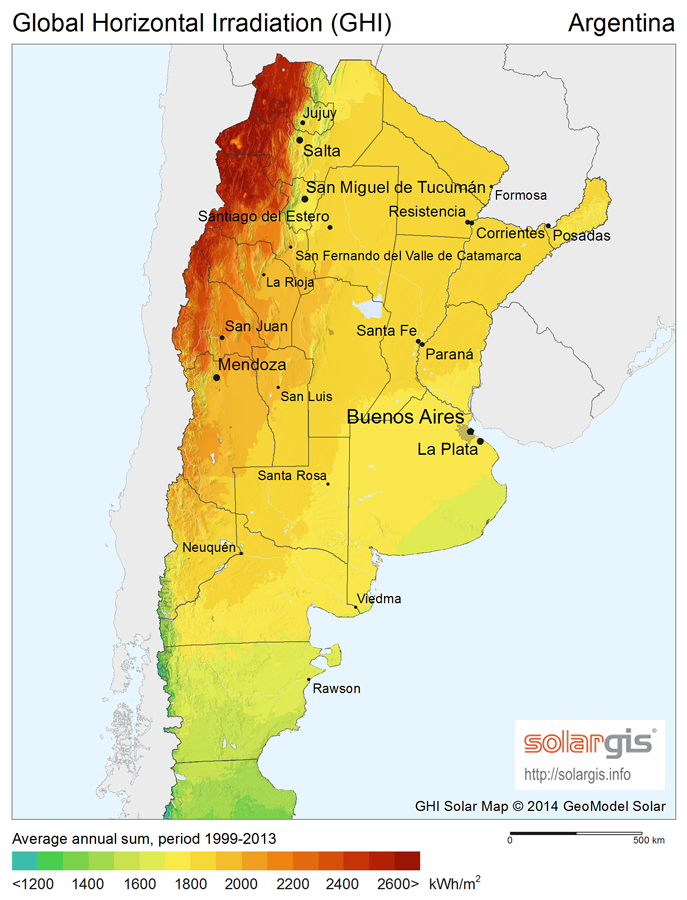
Irradiación horizontal global en Argentina

En el año 2000 se implementó el programa PERMER (Proyecto de Energías Renovables en Mercados Rurales), de alcance federal, cuyo objetivo era facilitar el acceso a la energía a poblaciones rurales dispersas. El programa, vigente a 2019, alcanza a pequeños emprendimientos productivos, grupos de viviendas aisladas, puestos sanitarios, destacamentos policiales y escuelas rurales. El equipamiento suministrado incluye linternas solares y equipos de comunicación. 
 Hasta el año 2015, mediante este programa más de 25 000 usuarios residenciales tuvieron acceso a la energía eléctrica. En 2000, el programa proyectaba entregó equipos solares a 120 000 usuarios rurales.

### Colectores solares
Los equipos de energía termosolar, popularmente conocidos «colectores solares» o «calefones solares» tienen como objetivo la obtención de agua caliente para uso doméstico o el acondicionamiento térmico de espacios cerrados. Según un estudio realizado por el Instituto Nacional de Tecnología Industrial en el período comprendido entre el 2012 y el 2015, el número de instalaciones de estos equipos se incrementó prácticamente un 100 % anual.
La provincia de San Luis fue pionera en el desarrollo de esta tecnología. Una empresa radicada en la provincia desarrolla e instala equipos termosolares desde fines de la década de 1970. Desde 2015, existen tres «localidades termosolares» en la provincia: La Calera, Batavia y La Carolina.
En 2018, la Secretaría de Vivienda estableció que todas las unidades nuevas a construirse dentro de los proyectos de viviendas sociales deben incluir un equipo solar térmico para la provisión de agua caliente.

### Deshidratadores solares
La deshidratación o secado es un método de conservación de alimentos frescos que se basa en la extracción del agua mediante la exposición al calor suave. En Argentina se han diseñado deshidratadores solares de frutas y hortalizas destinados a pequeños productores.

## Plantas de energía solar de gran escala
Argentina tiene un gran potencial de generación de energía eléctrica a partir del recurso solar, especialmente en el NOA (noroeste argentino) y Cuyo, regiones cuya irradiación horizontal global (GHI, por sus siglas en inglés) oscila entre 2400 y 2700 kWh/m² (kilovatios-hora por metro cuadrado). La disminución de los costos de generación de energía fotovoltaica, (superior al 70 % a nivel internacional en la última década), sumado al desarrollo de tecnologías más eficientes, incrementan la viabilidad de estas formas de generación de energía, haciéndolas competitivas en comparación con las plantas convencionales sustentadas en el uso de combustibles fósiles.

### Plantas en operación
Hasta 2016, la energía eléctrica generada a partir de fuentes renovables (eólica y solar), solo representaba el 0,4 % del total de la generación del país, y dentro de ese porcentaje el mayor aporte correspondía al recurso eólico. Los parques eólicos en operación, (Chimberas, Cañada Honda I y II y San Juan I), en conjunto aportaban 8,2 MW al sistema argentino de interconexión (S.A.D.I.).
Hasta mayo de 2019, existían 18 parques solares en operación comercial.
En octubre de 2019 se inauguró la primera etapa del Parque Solar Caucharí, en Jujuy. Con una potencia instalada de 300 MW, es el más grande construido hasta el momento en esa región de Latinoamérica. La planta comenzó su operación efectiva en septiembre de 2020.
Desde 2022, MSU Green Energy ha desarrollado proyectos de parques solares fotovoltaicos en las provincias de La Rioja, Chaco y Formosa.Estos parques están conectados a la red eléctrica nacional para inyectar energía al sistema interconectado.Hasta mayo de 2025 ha desarrollado 8 parques solares destinados a la generación de 380 MW de energía renovable.
| Nombre del proyecto          | Provincia | Región | Operador                                      | Potencia nominal (en MW) | Observaciones   | Descripción detallada                   |
| ---------------------------- | --------- | ------ | --------------------------------------------- | ------------------------ | --------------- | --------------------------------------- |
| Chimbera I                   | San Juan  | Cuyo   | 360 Energy                                    | 2,0                      | 8400 paneles    |                                         |
| Cañada Honda I               | San Juan  | Cuyo   | Energías Sustentables                         | 2,0                      | 10 059 paneles  | Parque Solar Fotovoltaico Cañada Honda  |
| Cañada Honda II              | San Juan  | Cuyo   | Energías Sustentables                         | 3,0                      | 15 057 paneles  | Parque Solar Fotovoltaico Cañada Honda  |
| San Juan I                   | San Juan  | Cuyo   | Energía Provincial Sociedad del Estado (EPSE) | 1,2                      | 4900 paneles    |                                         |
| Terrazas del Portezuelo      | San Luis  | Centro |                                               | 1,0                      | 4080 paneles    |                                         |
| Caldenes del Oeste           | San Luis  | Centro | Total Eren                                    | 24,5                     | 92 394 paneles  |                                         |
| La Cumbre                    | San Luis  | Centro | DIASER                                        | 22,0                     |                 |                                         |
| Las Lomitas                  | San Juan  | Cuyo   |                                               | 1,7                      |                 |                                         |
| Chepes                       | La Rioja  | NOA    |                                               | 2,0                      | 8064 paneles    |                                         |
| Saujil                       | Catamarca | NOA    | 360 Energy                                    | 22,5                     | 77 000 paneles  |                                         |
| Ullum I                      | San Juan  | Cuyo   | Genneia                                       | 25,0                     | 79 000 paneles  |                                         |
| Ullum II                     | San Juan  | Cuyo   | Genneia                                       | 25,0                     | 79 000 paneles  |                                         |
| Ullum III                    | San Juan  | Cuyo   | Genneia                                       | 32,0                     |                 |                                         |
| Parque de los Llanos         | La Rioja  | NOA    |                                               | 12,0                     | 40 000 paneles  |                                         |
| La Cumbre II                 | San Luis  | Centro | DIASER                                        | 4,0                      |                 |                                         |
| Iglesia - Estancia Guañizuil | San Juan  | Cuyo   | Jinko Solar                                   | 80,0                     | 287 080 paneles | Parque solar Iglesia-Estancia Guañizuil |
| Tinogasta I                  | Catamarca | NOA    | 360 Energy                                    | 15,0                     | 50 400 paneles  |                                         |
| Tinogasta II                 | Catamarca | NOA    | 360 Energy                                    | 7,0                      | 23 400 paneles  |                                         |
| Nonogasta                    | La Rioja  | NOA    |                                               | 35,0                     | 135 000 paneles |                                         |

### Proyectos en desarrollo o construcción
A mayo de 2019, varios proyectos de plantas solares se encuentran en desarrollo o construcción.
| Nombre del proyecto      | Provincia           | Región | Operador                   | Potencia nominal (en MW) | Observaciones     |
| ------------------------ | ------------------- | ------ | -------------------------- | ------------------------ | ----------------- |
| Nonogasta II             | La Rioja            | NOA    | Nonogasta Solar            | 20,04                    |                   |
| Nonogasta IV             | La Rioja            | NOA    | Energía Sustentable        | 1,00                     |                   |
| Saujil II                | Catamarca           | NOA    | 360 Energy                 | 20,00                    | Cancelado         |
| Villa Dolores            | Córdoba             | Centro | 360 Energy                 | 26,85                    |                   |
| Tocota                   | San Juan            | Cuyo   | Energía Sustentable        | 72,00                    |                   |
| Añatuya I                | Santiago del Estero | Centro | Dykoll Company             | 6,00                     |                   |
| La Pirka                 | Catamarca           | NOA    | Latinoamericana de Energía | 100,00                   |                   |
| Los Zorritos             | Catamarca           | NOA    | Latinoamericana de Energía | 49,50                    |                   |
| Ullum X                  | San Juan            | Cuyo   | Latinoamericana de Energía | 100,00                   |                   |
| Altiplano I              | Salta               | NOA    | Neoen Sas                  | 100,00                   |                   |
| Verano Capital Solar One | Mendoza             | Cuyo   | Verano Capital Solar       | 99,90                    |                   |
| Arroyo del Cabral        | Córdoba             | Centro | EPEC                       | 40,00                    |                   |
| Guañizuil II             | San Juan            | Cuyo   | AMartifer Renewables SGPS  | 100,00                   |                   |
| Zapata                   | Mendoza             | Cuyo   | Kuntur Energía             | 37,00                    |                   |
| Villa María del Río Seco | Córdoba             | Centro | Harz Energy                | 20,00                    |                   |
| Cura Brochero            | Córdoba             | Centro | Harz Energy                | 17,00                    |                   |
| Cafayate                 | Salta               | NOA    | Canadian Solar             | 80,00                    | 289 800 paneles   |
| La Puna Solar            | Salta               | NOA    | Neoen                      | 80,00                    | 289 800 paneles   |
| Cauchari                 | Jujuy               | NOA    |                            | 300,00                   | 1 200 000 paneles |

### Proyecto IRESUD
El proyecto de Interconexión a Red de Energía Solar Urbana Distribuida, es un convenio asociativo entre la Comisión Nacional de Energía Atómica (CNEA) y la UNSAM. Los primeros pasos se dieron en 2011 con el objetivo de desarrollar la tecnología y el conocimiento local para promover en Argentina la instalación de sistemas fotovoltaicos (de baja tensión) a la red eléctrica pública.